# Эльбеншванд
Эльбеншванд (нем. Elbenschwand) — деревня в Германии, в земле Баден-Вюртемберг, входит в район Лёррах в составе коммуны Клайнес-Визенталь.
Население составляет 166 человек (на 31 декабря 2008 года). Занимает площадь 6,77 км².

## История
Первое упоминание о поселении встречается в дарственной монастырю Санкт-Блазиена в 1278 году.
До 31 декабря 2008 года Эльбеншванд образовывал собственную коммуну, куда также входили поселения:
- Бук (нем. Buck, 47°44′30″ с. ш. 7°48′40″ в. д.HGЯO);
- Лангензе (нем. Langensee, 47°44′34″ с. ш. 7°49′10″ в. д.HGЯO);
- Холль (нем. Holl, 47°44′13″ с. ш. 7°48′41″ в. д.HGЯO).

1 января 2009 года, после проведённых реформ, Эльбеншванд вошла в состав новой коммуны Клайнес-Визенталь в качестве района. В этот район также вошли Бук, Лангензе и Холль.